# Nazi punk
Nazi punk nebo také hate punk je hudební žánr vycházející z punk rocku. Jedná se o specifickou subkulturu punku, která se vyznačuje vedle odporu ke konzumní společnosti také politickým postojem ovlivněným buďto nacismem, nebo nacionalismem.
Nazi punk se vyznačuje často rasismem, ale také nulovým respektem k autoritám. Nazi punks vystupují radikálně proti levici (zejména komunistům a anarchistům), homosexuálům nebo přistěhovalcům. Z punku si přinášejí způsob odívání, účesy, hudbu, ale také vandalství a zviditelňování se. Výrazně se pak distancují od drog.
V hudbě Nazi punks poslouchají zejména punk-rock a Oi!, vytvářejí však také vlastní hudební skupiny. V zahraničí to jsou například A.B.H., Arma Blanca, The Dirty White Punks, Forward Area, Midgårds Söner. V České republice se k nazi punku otevřeně hlásila jen hudební skupina Celková Impotence, která vydala v roce 1993 demo NAZI PUNK. Nicméně kapela sama deklaruje, že nikdy nevyznávala nacismus, její zaměření bylo a je čistě nacionalistické a vlastenecké.
Nazi punks se začali objevovat už v roce 1978, kdy zformovala National Front v Anglii organizaci Punk Front, která sdružovala nacionalisticky laděné punks. Organizace sice neměla dlouhého trvání, ale semkla nacionalisty a konzervativce z řad punkerů a objevily se první nacionalistické punkové kapely. V České republice jsou nevelké skupinky nazi punks už od začátku devadesátých let, kdy stojí jak proti anarchistům a komunistům, tak i proti nacistickým skinheadům.
V současnosti používají spíš název hatepunk, aby se vyhnuli spojování s nacismem.